# Stockem (Luxembourg)
Pour les articles homonymes, voir Stockem.
Stockem (luxembourgeois : Stackem) est une section de la commune luxembourgeoise de Wincrange située dans le canton de Clervaux.